# ویلیام بالمر
ویلیام بالمر (به انگلیسی: William Balmer) (زادهٔ ۱۲ ژوئیه ۱۸۷۷ - درگذشته ۱۹۳۷) بازیکن فوتبال اهل انگلستان بود که سابقهٔ بازی در تیم ملی فوتبال انگلستان را در کارنامهٔ خود دارد. وی در تاریخ ۲۵ فوریه ۱۹۰۵ تنها بازی ملی خود را در مقابل تیم ملی فوتبال ایرلند انجام داد.